# دستور إسبانيا 1837

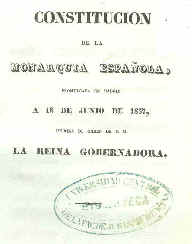
صفحة الغلاف لدستور إسبانيا 1837.

دستور إسبانيا 1837 هو دستور إسبانيا من الفترة 1837-1845. وكان إرثها الأساسي هو استعادة الصمات الأكثر تطورا لدستور إسبانيا 1812 وترسيخ مفاهيم الدستورية والبرلمانية وفصل السلطات في إسبانيا.

## التنمية والخصائص
جرت محاولة انقلابية لجنود من الحرس الملكي الاسباني في لا غرانخا دي سان إلديفونسو (مقاطعة شقوبية) سنة 1836 مما أجبر الوصية ماريا كريستينا دي بوربون بتسمية حكومة يسيطر عليها حزب التقدم. وقد اعادت تلك الحكومة في البداية دستور 1812 ("دستور قادس") ليحل مؤقتا محل الميثاق الملكي الإسباني 1834، ودعت إلى تشكيل برلمان (كورتيس) تأسيسي هيمن عليه أيضا التقدميون، لتطوير دستور جديد لسنة 1837.
وبالرغم من هذا هيمنة التقدميين على العملية، إلا أن الدستور الذي خرج كان تقريبا متوسطا بين دستور قادس والميثاق الملكي الإسباني 1834، على أمل الحصول على دعم من حزب الوسط. ومن بعض أوجه التشابه مع دستور قادس كان مبدأ السيادة الوطنية والاعتراف بمجموعة من الحقوق للمواطنين وفصل السلطات وزيادة دور الكورتيس (السلطة التشريعية) وفرض قيود على السلطة الملكية. ومن ناحية أخرى فإن هيكلة البرلمان (كورتيس) متشابهة مع ماهو موجود في فرنسا وبلجيكا في ذلك الوقت، فشريحة واسعة من الناخبين يختارون مجلس النواب، في حين يعين العاهل مجلس الشيوخ. وللعاهل القدرة على دعوة المجلس للانعقاد وأيضا حله. وبدلا من الاقتراع العام كان الاقتراع حسب التعداد الذي يقيد حق الانتخاب لأولئك الذين يدفعون ضرائب لا تقل عن 200 ريال، أي حوالي خمسة في المائة من السكان.
وفي سنة 1845 استبدلت الحكومة بزعامة المعتدلين دستورا جديدا بالقديم مقلصا عدد المصوتين إلى أقل من 1% من السكان.

## وصلات خارجية
- (بالإسبانية) نص دستور إسبانيا 1837